# 194
194（百九十四、ひゃくきゅうじゅうし、ひゃくきゅうじゅうよん）は自然数、また整数において、193の次で195の前の数である。

## 性質
- 194は合成数であり、約数は 1, 2, 97 と 194 である。
  - 約数の和は294。
  - 素数を除いて σ(n) − n が平方数になる20番目の数である。1つ前は176、次は215。ただしσは約数関数。(オンライン整数列大辞典の数列 A048699)
- 62番目の半素数である。1つ前は187、次は201。
- 194 = 72 + 82 + 92
  - 3連続整数の平方数の和で表せる7番目の数である。1つ前は149、次は245。
  - n = 2 のときの 7n + 8n + 9n の値とみたとき1つ前は24、次は1584。(オンライン整数列大辞典の数列 A074580)
  - 194 = 72 + 82 + 92 = 12 + 72 + 122 = 32 + 42 + 132 = 32 + 82 + 112 = 52 + 52 + 122
    - 3つの平方数の和5通りで表せる最小の数である。次は206。(オンライン整数列大辞典の数列 A025325)
    - 3つの平方数の和 n 通りで表せる最小の数である。1つ前の4通りは129、次の6通りは209。(オンライン整数列大辞典の数列 A025414)

  - 194 = 12 + 72 + 122 = 32 + 42 + 132 = 32 + 82 + 112 = 72 + 82 + 92
    - 異なる3つの平方数の和4通りで表せる3番目の数である。1つ前は189、次は209。(オンライン整数列大辞典の数列 A025342)
- 約数の和が194になる数は1個ある。(193) 約数の和1個で表せる42番目の数である。1つ前は183、次は195。
- 各位の和が14になる11番目の数である。1つ前は185、次は239。
- 194 = 52 + 132
  - 異なる2つの平方数の和で表せる58番目の数である。1つ前は193、次は197。(オンライン整数列大辞典の数列 A004431)
- 9番目のマルコフ数である。1つ前は169、次は233。
  - 52 + 132 + 1942 = 3 × 5 × 13 × 194
- 194 は素数判定法リュカ–レーマー・テストで定義される数列 S0 = 4 , Sn = Sn−12 − 2 (n ≥ 1) の2番目の数である。1つ前は14、次は37634。(オンライン整数列大辞典の数列 A003010)
例．S1 = 42 − 2 = 14 , S2 = 142 − 2 = 194

## その他 194 に関連すること
- 年始から数えて194日目は7月13日、閏年では7月12日。
- 第194代ローマ教皇は、ベネディクトゥス11世（在位：1303年10月22日～1304年7月7日）である。
- ジョーダン・194は、ジョーダン・グランプリのフォーミュラ1カー。
- スカパー!のCh194は、スカチャン194。
- ハント (USS Hunt, DD-194) は、アメリカ海軍の駆逐艦。
- ウィングフィールド (USS Wingfield, DE-194) は、アメリカ海軍の護衛駆逐艦。
- シードラゴン (USS Seadragon, SS-194) は、アメリカ海軍の潜水艦。
- 194 × 10−2 = 1.94 は π/φ の近似値である。(ただしφは黄金数)(オンライン整数列大辞典の数列 A094881)